# Weldon (Karolina Północna)
Weldon – miasto w Stanach Zjednoczonych, w stanie Karolina Północna, w hrabstwie Halifax.